# 張雲翼 (萬曆進士)
張雲翼（？—？），字伯翔，號懷宇，山西太平縣（今屬襄汾縣）人，明朝政治人物。

## 生平
萬曆十九年（1591年）辛卯科山西鄉試第六十一名舉人，二十六年（1598年）戊戌科三甲進士。都察院觀政，仕行人司行人，升南京戶部主事，三十五年丁憂。三十七年補户部貴州司主事，三十八年升员外郎，本年升陕西巩昌府知府，四十一年升長蘆鹽運使，四十七年六月升至雲南臨沅叅政。